# Nolavia rubriventris
Nolavia rubriventris là một loài nhện trong họ Sparassidae. Chúng thuộc chi đơn loài Nolavia, được miêu tả năm 1939 bởi Piza.